# John Cacavas
John Cacavas (* 13. August 1930 in Aberdeen, South Dakota; † 28. Januar 2014 in Beverly Hills, Kalifornien) war ein US-amerikanischer Komponist, Arrangeur und Dirigent.

## Leben
Cacavas absolvierte sein Musikstudium an der Northwestern University und bei dem Komponisten Robert Delaney. Während dieser Zeit arbeitete er als Arrangeur und Dirigent in mehreren Musikensembles. Nach seinem Abschluss diente er in der United States Army. Dabei war er als Arrangeur der renommierten United States Army Band in Washington, D.C. tätig. Nach seinem Dienst zog er nach New York City, wo er bei CBS als Dirigentassistent von Alfredo Antonini und Morton Gould arbeitete.
Mit seinem Umzug Anfang der 1970er Jahre nach London konnte sich Cacavas mit Musiken zu Horror-Expreß, Dracula braucht frisches Blut und Giganten am Himmel als Filmkomponist etablieren. Größere Bekanntheit erlangte er neben vielen Fernsehfilmen vor allen Dingen für die Kriminalfernsehserie Kojak – Einsatz in Manhattan, zu der er von 1973 bis 1978 die Musik von 114 Folgen schrieb. Für seine Musik der Folge A Question of Answers wurde er 1976 für einen Emmy nominiert.
Cacavas lebte mit seiner Frau Bonnie, einer Dichterin, Sozialarbeiterin und Autorin, sowohl in Beverly Hills als auch in London. Das Paar bekam drei gemeinsame Kinder.

## Filmografie (Auswahl)
Film
- 1972: Horror-Expreß (Pánico en el transiberiano)
- 1973: Blade – Der Kontrabulle (Blade)
- 1973: Dracula braucht frisches Blut (The Satanic Rites of Dracula)
- 1974: Fahrstuhl des Schreckens (The Elevator)
- 1974: Giganten am Himmel (Airport 1975)
- 1977: Auf der Fährte des Todes (Relentless)
- 1977: Mord aus heiterem Himmel (Murder at the World Series)
- 1977: Todesflug (SST: Death Flight)
- 1977: Verschollen im Bermuda-Dreieck (Airport ’77)
- 1978: Die Zeitmaschine (The Time Machine)
- 1980: Agent wider Willen (Once Upon a Spy)
- 1980: Geheimsache Hangar 18 (Hangar 18)
- 1981: Das Fort der Hoffnung (California Gold Rush)
- 1981: Schatten des Bösen (No Place to Hide)
- 1981: Bis zum letzten Schuß (Gangster Wars)
- 1983: Das Phantom von Budapest (The Phantom of the Opera)
- 1983: Die Frauen von San Quentin (Women of San Quentin)
- 1984: Zum Töten verführt (They’re Playing with Fire)
- 1985: Die Lady mit dem Colt (Lady Blue)
- 1985: Ich muß sie töten (Murder: By Reason of Insanity)
- 1986: Triumph des Herzens (A Time to Triumph)
- 1987: Los Angeles Police: Mord auf dem Freeway (Police Story: The Freeway Killings)
- 1989: …und ihr Traum wird wahr (Margaret Bourke-White)
- 1989: Die Beichte des roten Agenten (Confessional)
- 1990: Mord im Paradies (Murder in Paradise)
- 2000: Es geschah in Boulder (Perfect Murder, Perfect Town: JonBenét and the City of Boulder)

Fernsehserie
- 1973–1978: Kojak – Einsatz in Manhattan (Kojak, 114 Folgen)
- 1977–1980: Hawaii Fünf-Null (Hawaii Five-O, 22 Folgen)
- 1978–1979: B.J. und der Bär (B.J. and the Bear, zwei Folgen)
- 1985–1986: Die Lady mit dem Colt (Lady Blue, 16 Folgen)
- 1986–1991: Matlock (drei Folgen)
- 1989–1991: Columbo (drei Folgen)